# Razová
Razová (niem. Raase) – gmina w Czechach, w powiecie Bruntál, w kraju morawsko-śląskim. Według danych z dnia 1 stycznia 2012 liczyła 525 mieszkańców.

## Osoby urodzone w Razovej
- Eduard Mestenhauser (1838-1912), kompozytor i muzykolog[2]